# Karl Ludwig Philipp Troß
Karl Ludwig Philipp Troß, meist nur Ludwig Troß (* 11. April 1795 in Senßweiler bei Trarbach; † 23. Mai 1864 in Homburg) war ein deutscher Philologe und Historiker.

## Leben und Werk

### Bildung und Tätigkeit als Schullehrer
Ludwig Troß besuche das Gymnasium in seinem Geburtsort Sensweiler, 1811 bis 1814 studierte er Evangelische Theologie, zunächst in Straßburg dann ab 1813 in Gießen. Im Herbst 1815 wurde er Lehrer am Handelsinstitut in Hagen. Nach der 1818 erfolgten Lehrerprüfung in Münster wurde er Konrektor am Gymnasium Hammonense im westfälischen Hamm. Von 1821 bis 1823 erhielt er eine vorübergehende bibliothekarische Tätigkeit in Münster, wo er an der Systematisierung der Gymnasialbibliothek beteiligt war. 1829 wurde er in Hamm zum Oberlehrer befördert, eine Stellung, die er bis zu seiner Pensionierung im Jahr 1858 ausfüllte. Er starb während einer Moselreise in Homburg, im Hause seiner Verwandten, an einer Lungenentzündung.

### Wissenschaftliche Arbeiten
Seine ersten Arbeiten waren klassischen Werken bis ins Frühmittelalter gewidmet, wie dem Moselgedicht des Ausonius, spätere betreffen Phädrus, Tacitus, Cassiodor. Hinzu kommt eine Reihe größerer Publikationen zu Literatur und Geschichte des Mittelalters sowie der Reformationszeit. 
Er erwarb sich große Verdienste besonders um die westfälische Geschichte. Er übersetzte unter anderem die Chronik des Levold von Northof für die Grafen von der Mark und Erzbischöfe von Köln. Auch betätigte er sich vielfach als Herausgeber, so etwa Hammisches Wochenblatt, hauptsächlich zur Kunde der westphälisch-rheinischen Geschichte, das in Hamm 1825 erschien. Troß publizierte auch unter dem Pseudonym T. L. Moseler. 
August Friedrich Gfrörer hielt ihn für einen der größten Gelehrten und besten Kenner der Quellen des Mittelalters.

## Werke (Auswahl)
- Des Albius Tibullus zehnte Elegie des ersten Buches, lateinisch und deutsch, mit Bemerkungen über dieselbe Elegie und einige andere Stellen dieses Dichters, Hamm 1819.
- (Hrsg.): Floia; cortum versicale des Flois swartibus illis diericulis, quae omnes fere Menschos, Mannos, Weibras, Jungfras etc. behuppere et spitzibus suis snafflis steckere et bitere solent. Auctore Gripholdo Knicknackio ex Flolandia. Editio nova, Münster, Hamm 1822.
- (Hrsg.): Gert van der Schüren: Chronik von Cleve und Mark. Zum ersten Mal hg. und mit einer Einleitung, historischen Nachweisungen und den nötigen Spracherklärungen versehen, Hamm 1824.
- Ammianus Marcellinus römische Geschichte übersetzt, Stuttgart 1827.
- Geschichte des Sturzes der Jesuiten im 18. Jahrhundert (1750-1782) vom Grafen Alexis von Saint-Priest, Hamm 1845 (übersetzt unter dem Pseudonym „T. L. Moseler“)
- Gilleberti carmina, nunc primum edidit Lud. Tross, Hamm 1849 (Gedichte des 12. Jahrhunderts, wohl in Belgien entstanden).
- Die Jubelfeier zu Hamm. Ein Erinnerungsblatt für die Festgenossen, Hamm 1857.
- Levold's von Northof Chronik der Grafen von der Mark und der Erzbischöfe von Cöln. Selbstverlag, Hamm 1859.
- Werner Rolevink. Vom Lobe des alten Sachsen, nun Westfalen genannt. Im Originaltext nach der ersten Ausgabe (1478) [mit dt. Übers.], Heberle, Köln 1865.
- (Hrsg.): Des Grafen Wolrad von Waldeck Tagebuch während des Reichstages zu Augsburg 1548 (Bibliothek des litterarischen Vereins in Stuttgart 59), Stuttgart 1869.